# Claude Mettra
Claude Mettra (14 août 1922 – 17 mai 2005) est un écrivain français, auteur d'ouvrages dans le domaine de l'histoire, de l'art et de la philosophie et producteur d'émissions à France Culture.

## Biographie
Né le 14 août 1922 à Villersexel (Haute-Saône), après une scolarité à Besançon et des études à l'IDHEC et avant de se lancer dans la littérature, il est comédien en suivant la troupe de Jean Vilar pendant quelques années. 
En 1972, il crée aux éditions Payot une collection "Le regard de l'histoire".
Claude Mettra devient producteur d'émission à France Culture (Les Chemins de la connaissance, L'Autre scène, Les Vivants et les dieux, Demeure de la pensée : lieu du vertige) ; il publie aussi, une vingtaine d'ouvrages tant historiques que philosophiques.

## Œuvres
- Les Bourbons, Éditions Rencontre, Lausanne, 1968, 2 vol. Prix Thérouanne en 1969
- Le grand printemps des gueux, Éditions André Balland, 1969
- L'Univers de Van Gogh, H. Scrépel, Paris, 1972
- Rabelais secret, Éditions Grasset, Paris, 1973
- Bruegel, Éditions Henri Scrépel, Paris, 1976
- Au-delà des portes du rêve, avec Roger Dadoun, Éditions Payot et Rivages, 1977
- Saturne ou l'Herbe des âmes, Éditions Seghers, 1981
- La Chanson des Nibelungen, Éditions Albin Michel – France-Culture, 1984
- Des huttes aux pyramides, avec Alain Ferrari et Bertrand Gallet, Éditions Robert Laffont, 1985
- Van Gogh. Le vertige de l'absolu, Éditions Philippe Lebaud, 1997
- Que ma joie demeure, Éditions Complexe, 1998
- Théâtre des songes. Bruegel - Bosch, Folle Avoine, 1999
- Celle qui rêvait sous l'algue, Folle Avoine, 1999
- L'Ange au matin de mai. Petite mythologie du printemps, Éditions Folle Avoine, Bédée, 2000
- La Maison d'ombre ou La philosophie des caves, Éditions Fata Morgana, Saint-Clément, 2000,  (ISBN 2-85194-502-5)
- La Fiancée des cendres, Lettres vives, coll. Entre 4 Yeux, 2000
- L'Album France, Éditions Hermé, 2001
- Au Clair de Lune, avec Serge Chevrel, Éditions du Rouergue, 2005
- La quête de sens, livre/CD, Retranscription de l'entretien avec Marie Louise Von Franz du 18 février 1978, Éditions La fontaine de Pierre & l'INA, Paris, 2010.

### Préfaces
- Jules Michelet, Histoire de France, Éditions J'ai lu, 1963
- Alexis Peiry, L'Or du Pauvre, Éditions de l'Aire, Lausanne, 1968
- Dialogues avec l'Ange. Les quatre messagers, un document recueilli par Gitta Mallasz, Éditions Aubier-Montaigne, Paris, 1976
- Hildegarde de Bingen, Le livre des subtilités des créatures divines (Physique), Jérôme Millon, 1996, 2 vol.
- Jules Michelet, Histoire de la Révolution française, Robert Laffont, coll. Bouquins, 1998, 2 vol.
- Pierre Gordon, Le géant Gargantua, Arma Artis, 1998. Postface de Claude Gaignebet.